# Espill de bronze

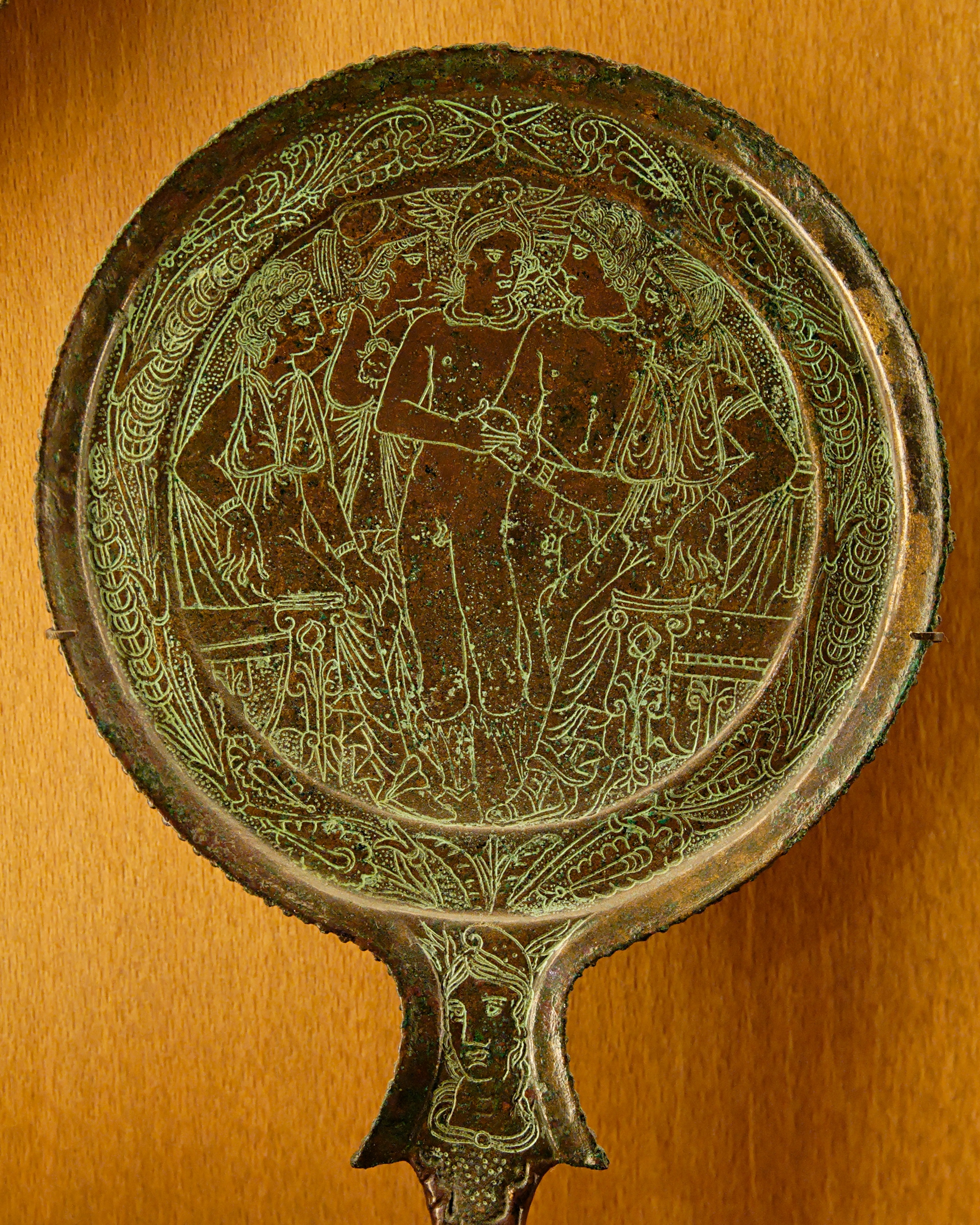
Espill etrusc amb un gravat del Judici de Paris entre 400 i 300 ae (Museu del Louvre)

L'espill de bronze n'és el predecessor del de vidre usat en l'actualitat. Aquest tipus de miralls han estat trobats per arqueòlegs en jaciments de diverses cultures des dels etruscs a Itàlia a la Xina.

## Història

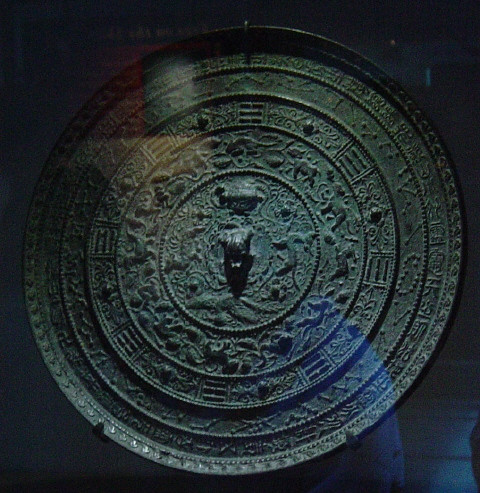
Un espill de bronze de la dinastia Ming amb símbols celestials

### Egipte
Els antics egipcis elaboraren espills de bronze i coure des del 2900 ae en endavant.

### Civilitzacions de la vall de l'Indus
La manufactura d'espills trencats de bronze en les civilitzacions que habitaren la vall de l'Indus es remunta al període comprés entre els anys 2800 i 2500 ae.

### Xina

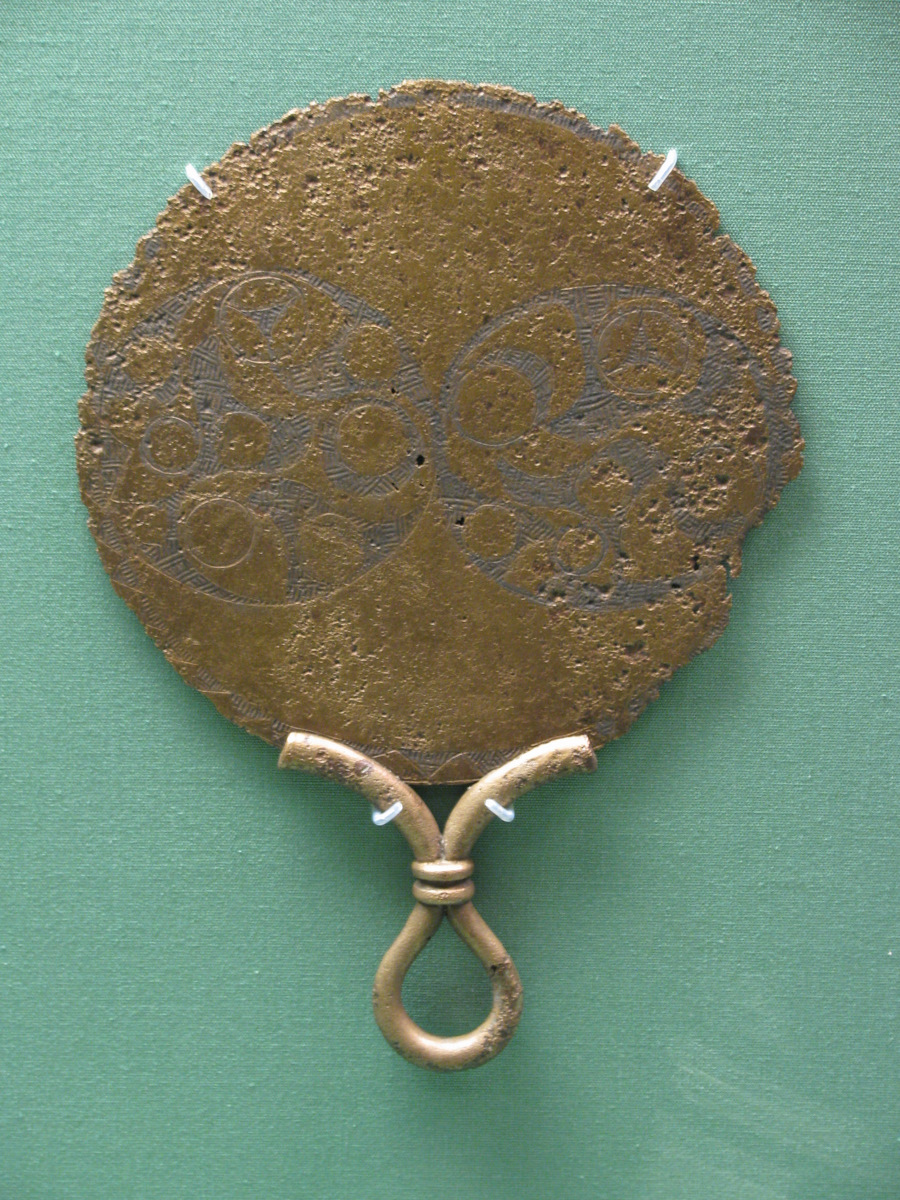
Un espill de l'edat del ferro (entre el 120 i el 80 ae), trobat a St Keverne, Anglaterra

Aquest element es produïa a la Xina des del Neolíticc fins a la dinastia Qing, quan el vidre arribà a la Xina des de l'oest. Els espills de bronze eren normalment circulars, amb una cara brillant polida per millorar la reflexió i el revers gravat. Normalment tenien un mànec al centre perquè pogués sostenir-se enfront de qui s'hi mirava. Alguns dels primers exemples pertanyen a la cultura Qijia, datada del Neolític al voltant del 2000 ae. Abans de l'època dels Regnes Combatents, però, aquests objectes no eren comuns i només se n'han trobat una vintena. Durant el període dels Regnes Combatents els miralls es feren particularment populars. Durant la dinastia Han i amb la introducció dels espills TLV, començaren a produir-se en massa. Tant els miralls Han com els Tang, són considerats els més avançats tècnicament. Continuaren sent populars durant la dinastia Song, però aquesta preferència s'anà diluint fins a abandonar-ne l'ús amb l'arribada dels espills occidentals durant les dinasties Ming i Qing.

### Europa
A Europa, els espills de l'edat del bronze s'han trobat en diversos llocs, incloent Gran Bretanya i Itàlia. Un exemple notable n'és l'espill Birdlip.
Els miralls etruscs es produïren entre la sisena i segona centúria abans de la nostra era, mentre que els celtes se'n feren a la Gran Bretanya prehistòrica abans de la conquesta romana.